# Smyrnium olusatrum

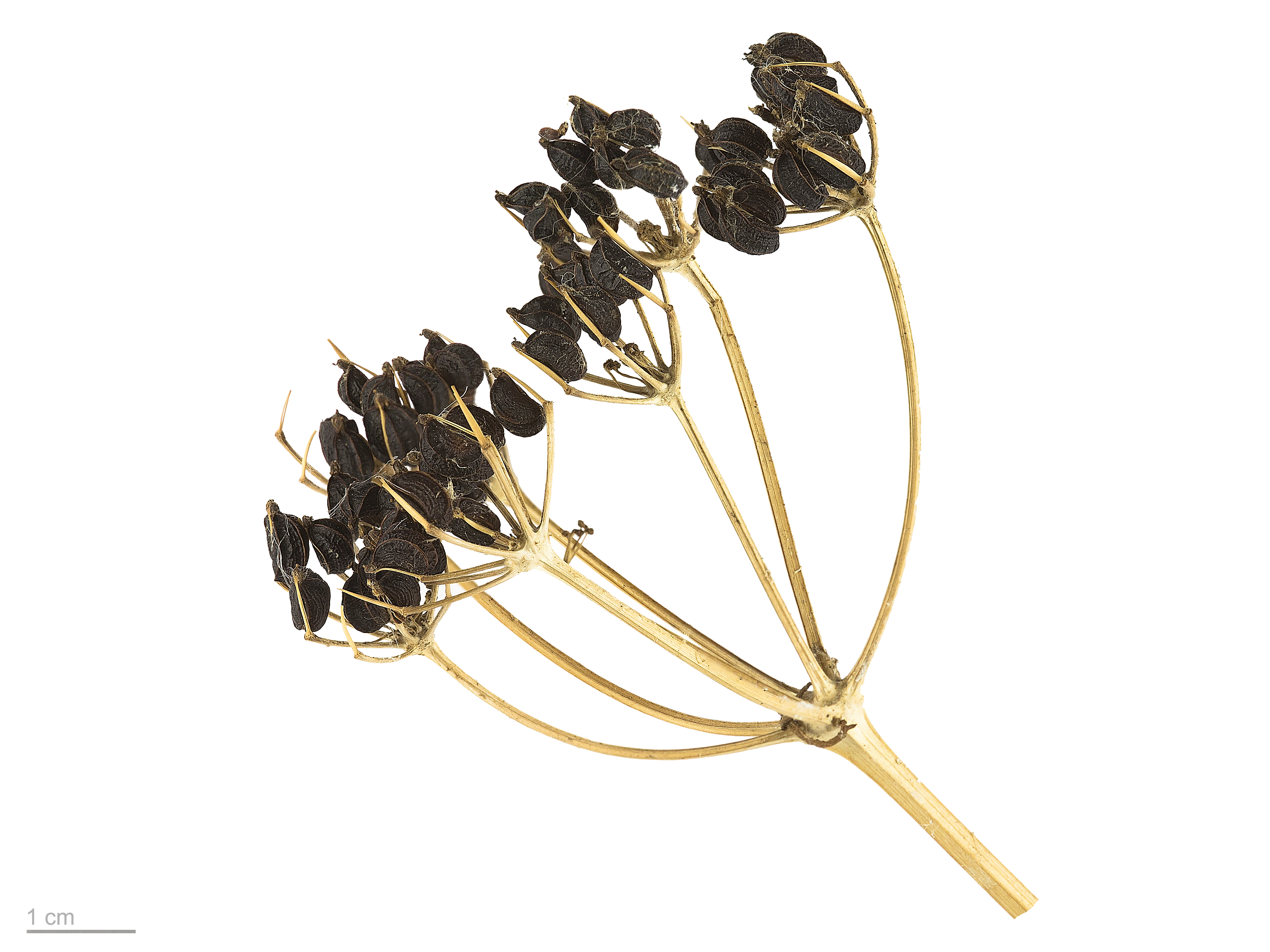
Fruto de Smyrnium olusatrum - MHNT

El apio caballar (Smyrnium olusatrum) es una especie perteneciente a la familia Apiaceae (o Umbelliferae).

Inflorescencia

## Descripción
Las plantas son fuertes y alcanzan un tamaño de 150 cm de altura, con un tallo sólido que se ahueca con la edad. Las hojas son dentadas, los segmentos ternados dividen los segmentos de plano, no es carnosa.
Smyrnium olusatrum es nativa del Mediterráneo, pero es capaz de prosperar más al norte. Las flores son de color amarillo-verde y sus frutos son de color negro. Smyrnium olusatrum es intermedio en el sabor entre el apio y el perejil. Tiempo atrás fue utilizada en muchos platos, pero ya no se come, porque ha sido sustituida por el apio. También fue utilizado como un medicamento de hierbas. 
En la actualidad casi se ha olvidado como alimento, aunque todavía crece silvestre en muchas partes de Europa, incluida Gran Bretaña. Es común entre los sitios de jardines de los monasterios medievales.
Esta planta de altura se encuentra en senderos por los acantilados, siendo la primera vegetación costera del año. Los romanos la trajeron con ellos para comer las hojas, los tallos, las raíces, y las yemas.

## Historia
El uso medicinal de la smyrnium es viejo, como lo demuestra su presencia en la Capitulare de villis vel curtis imperii, una orden emitida por Carlomagno que reclama a sus campesinos que cultiven una serie de hierbas y condimentos, incluyendo "olisatum" identificada actualmente como Smyrnium olusatrum.

## Taxonomía
Smyrnium olusatrum fue descrita por Carlos Linneo y publicado en Species Plantarum 1: 262. 1753.
Etimología
Smyrnium: nombre genérico que deriva del griego σμύρνα = "mirra", en referencia al aroma de las semillas.
olusatrum: epíteto específico que deriva del latín olus atrum ‘hierba negra’, en referencia al color del fruto en la madurez.